# Un’altra te
«Un’altra te» (с итал. — «Другая ты») — сингл известного итальянского певца и композитора Эроса Рамаццотти, который был выпущен в 1993 году в альбоме «Tutte storie».

## Описание
Данная песня — второй по счёту сингл из альбома Эроса Рамаццотти «Tutte storie». Продюсерами сингла являются Пьеро Кассано и Аделио Кольиати, с которыми Рамаццотти работает много лет.
На песню «Un’altra te» был снят музыкальный видеоклип, режиссёром которого является Дарио Пиана, а главную роль в клипе исполнила Франческа Нери.

## Список композиций
1. Un' Altra Te (Radio Edit) — 4:20;
2. Nostalsong — 4:27.